# Комбинированная чётность
Комбинированная чётность, CP-симметрия, CP-инвариантность — это произведение двух симметрий: C — зарядовое сопряжение, которое превращает частицу в её античастицу, и P — чётность, которая создает зеркальное изображение физической системы. Сильное взаимодействие и электромагнитное взаимодействие являются инвариантными по отношению к комбинированной операции CP-преобразования, но эта симметрия немного нарушается в процессе некоторых типов слабого распада. Исторически CP-симметрия была предложена Львом Ландау для восстановления порядка после открытия нарушения пространственной чётности в 1950-е годы. Однако в 1964 году Джеймс Кронин и Вал Фитч показали, что CP-симметрия тоже может быть нарушена.
| Симметрия в физике             | Симметрия в физике                    | Симметрия в физике               |
| Преобразование                 | Соответствующая инвариантность        | Соответствующий закон сохранения |
| ------------------------------ | ------------------------------------- | -------------------------------- |
| ↕ Трансляции времени           | Однородность времени                  | …энергии                         |
| ⊠ C, P, CP и T-симметрии       | Изотропность времени                  | …чётности                        |
| ↔ Трансляции пространства      | Однородность пространства             | …импульса                        |
| ↺ Вращения пространства        | Изотропность пространства             | …момента импульса                |
| ⇆ Группа Лоренца (бусты)       | Относительность лоренц-ковариантность | …движения центра масс            |
| ~ Калибровочное преобразование | Калибровочная инвариантность          | …заряда                          |

## Возникновение идеи
Идея симметрии чётности в том, что уравнения физики инвариантны относительно зеркальной инверсии. Это ведёт к предсказанию того, что зеркальное изображение реакции (например, химической реакции или радиоактивного распада) происходит так же, как и сама реакция. Симметрия чётности соблюдается для всех реакций, связанных только с электромагнетизмом и сильными взаимодействиями. До 1956 года закон сохранения чётности считался одним из фундаментальных геометрических законов сохранения (как и закон сохранения энергии и закон сохранения импульса). Однако в 1956 году тщательный критический анализ накопленных экспериментальных данных физиками Чжэндао Ли и Чжэньнин Янг выявил, что сохранение чётности не проверялось в процессах слабого взаимодействия. Они предложили несколько возможных экспериментов. Первый эксперимент был основан на бета-распаде ядер кобальта-60 и был проведён в 1956 году группой под руководством Ву Цзяньсюн. В результате было показано, что в процессах слабого взаимодействия P-симметрия сильно нарушается или, как можно показать, некоторые реакции происходят не так же часто, как их зеркальные двойники.
В общем и целом, квантовая теория поля принципиально требует симметрии относительно CPT-преобразований, когда зеркальное отражение и зарядовое сопряжение дополняются отражением времени. Поэтому при нарушении P-симметрии полная симметрия CPT квантовомеханической системы может быть сохранена, если будет найдена другая симметрия S так, что общая симметрия PS останется ненарушенной. Это хитрое место в структуре Гильбертова пространства было осознано вскоре после открытия нарушения чётности, и зарядовое сопряжение было предложено в качестве искомой симметрии для восстановления порядка.
Попросту говоря, зарядовое сопряжение — это простая симметрия между частицами и античастицами, так что CP-симметрия была предложена в 1957 г. Львом Ландау как истинная симметрия между материей и антиматерией. Другими словами, процесс, в котором все частицы меняются со своими античастицами, считается эквивалентным зеркальному отображению данного процесса.

## Нарушение CP-инвариантности

Диаграмма каонной осцилляции

Эти две диаграммы — диаграммы Фейнмана, представляющие основные вклады в амплитуду каонной (K-Kbar) осцилляции

В 1964 году Джеймс Кронин и Вал Фитч показали (впервые об этом было объявлено на XII ICHEP конференции в Дубне), что CP-симметрия тоже может быть нарушена, за это открытие им досталась Нобелевская премия по физике 1980 года. Их открытие показало, что слабые взаимодействия нарушают не только симметрию зарядового сопряжения C между частицами и античастицами и симметрию чётности P, но также и их комбинацию. Открытие потрясло физику элементарных частиц и подняло вопросы, до сих пор требующие ответа в самом сердце физики элементарных частиц и космологии. Отсутствие точной CP-симметрии, но то, что симметрия почти соблюдается, создали великую загадку, которая была окончательно разрешена лишь при создании теории электрослабых взаимодействий.